# Tasiksono
Tasiksono is een bestuurslaag in het regentschap Rembang van de provincie Midden-Java, Indonesië. Tasiksono telt 620 inwoners (volkstelling 2010).